# Rondo Santockie
Rondo Santockie – rondo w Gorzowie Wielkopolskim, położone na granicy Osiedla Dolinki i Janic. Na rondzie krzyżują się droga krajowa nr 22 oraz ulica Warszawska, jedna z najważniejszych ulic łączących Śródmieście z peryferiami i prężnie rozwijającymi się przedmieściami.

## Ulice doprowadzające
- ul. Podmiejska
- ul. Warszawska
- ul. Warszawska
- Most Lubuski

## Historia
Rondo wybudowano w 1999 roku w ramach powstającej Trasy Nadwarciańskiej, wcześniej w tym miejscu przebiegała ulica Warszawska, która łączyła się z ulicą Podmiejską (węższą niż obecnie). Tereny, na których wybudowano wiadukt kolejowy, przechodzący w Most Lubuski, zajmowały ogródki działkowe. Od strony mostu wybudowano także najazdy od ulicy Teatralnej.

## Położenie
Przez rondo przechodzi Trasa Nadwarciańska, śladem której biegnie droga krajowa nr 22. Trasa Nadwarciańska, która przechodzi w północnej części miasta w Trasę Średnicową, pozwala na wyprowadzenie ruchu ze ścisłego Śródmieścia. Biegnąc w kierunku Kostrzyna nad Odrą, Trasa Nadwarciańska zapewnia połączenie z dzielnicami południowymi (Zawarcie, Zakanale). Ulica Warszawska w kierunku zachodnim prowadzi do Centrum, natomiast na wschód na Janice, do Czechowa i Santoka.

## Transport miejski
Tuż przed rondem (na ulicy Warszawskiej), zlokalizowany jest przystanek tramwajowy 'Rondo Santockie', z którego odjeżdżają linie nr 1 i 3. Ponadto przy wjeździe na Most Lubuski znajduje się przystanek autobusowy o tej samej nazwie, z którego odjeżdża linia nr 102 (kierunek: Śląska), a także przystanek linii 122 przy zjeździe z ronda w kierunku Śródmieścia (kierunek: os. Staszica).

## Otoczenie
Przy rondzie znajduje się stacja benzynowa sieci Circle K, supermarket Aldi oraz restauracja  sieci Burger King.